# Augusto Del Noce
Augusto Del Noce (Pistoia, 11 agosto 1910 – Roma, 30 dicembre 1989) è stato un politologo, filosofo e politico italiano.
È stato titolare della cattedra di "Storia delle dottrine politiche" all'Università "La Sapienza" di Roma.
Studioso del razionalismo cartesiano e del pensiero moderno (Hegel, Marx), analizzò le radici filosofiche e teologiche della crisi della modernità, che attribuiva a contraddizioni interne all'immanentismo   da lui ricostruite con cura, partendo da una prospettiva filosofica cristiana anche critica, continuamente in dialogo con l'intellettualismo laico.
(Risposte alla scristianità, da Il Sabato, 7 giugno 1985)
Argomentò l'incompatibilità di marxismo, 
umanesimo, ed altri sistemi di pensiero che propugnavano la liberazione secolare dell'uomo, con la dottrina cristiana. Sostenne tenacemente, per tali motivi, l'impossibilità del dialogo tra cattolici e comunisti 
e previde il "suicidio della rivoluzione" (1978). Studioso del fascismo, sostenne che tale ideologia fosse peraltro in continuità con il comunismo e fosse anch'esso un momento della secolarizzazione della modernità. Sostenne, inoltre, l'esistenza di molti punti di contatto tra il fascismo e il pensiero dei sessantottini.
Filosofo della politica, preconizzò la crisi del socialismo reale cioè delle società bolsceviche post-bolsceviche, mentre esso viveva la sua massima espansione a livello mondiale. Argomentò che tale sistema, da una parte applicava coerentemente una parte delle prospettive socialiste, ma dall'altra negava le premesse di queste: ciò in quanto - mostrava Del Noce - lo stesso sistema di Marx si basava sulla contraddizione tra dialettica e materialismo storico. Ribadiva infine la necessità dei valori di verità e di moralità.

## Biografia
Figlio di Ubaldo Del Noce, un ufficiale dell'esercito, e di Rosalia Pratis, detta Lia, savonese discendente di una famiglia nobile savoiarda, Augusto Del Noce nasce a Pistoia nel 1910. L'anno dopo la madre si trasferisce con il figlio a Savona e, allo scoppio della guerra mondiale, a Torino, presso una zia materna. A Torino, Augusto svolge tutta la sua carriera di studi: dapprima al noto liceo D'Azeglio, frequentato da alcuni dei futuri protagonisti della vita politica e culturale della città e della nazione (Norberto Bobbio, Massimo Mila, Gian Carlo Pajetta, Cesare Pavese, Felice Balbo e altri), poi all'Università degli Studi di Torino, Facoltà di Lettere e Filosofia, allievo di Adolfo Faggi, Erminio Juvalta e Carlo Mazzantini con il quale si laurea nel 1932 con una tesi su Malebranche. Inizia quindi a insegnare presso istituti superiori (Novi Ligure, Assisi, Mondovì), mentre sviluppa la sua attività di studio anche con soggiorni all'estero.
L'amicizia con Piero Martinetti lo porta inizialmente a familiarizzare con concezioni gnostiche e manichee, ispirate a un dualismo kantiano segnato da un profondo pessimismo, oltre che con temi dell'anticlericalismo nonostante la sua educazione nella fede cattolica.
Nel 1936 legge con entusiasmo Umanesimo integrale di Jacques Maritain, che lo aiuta a superare la crisi esistenziale di quegli anni, rafforzando in lui, tra l'altro, una sempre più convinta opposizione al fascismo. Cerca invano di farsi trasferire a Torino e di accedere qui alla carriera universitaria. Nel 1941 si trasferisce a Roma per un distacco propostogli dall'amico Enrico Castelli. A Roma frequenta Franco Rodano che, con Felice Balbo e altri, anima l'esperienza di «Sinistra Cristiana», un tentativo di conciliazione di comunismo e Cristianesimo dal quale Del Noce resta per breve tempo affascinato, per poi però discostarsene per il rifiuto della violenza come prassi ideologica della Resistenza.
Nel 1944 viene accolta la sua richiesta di trasferimento presso un istituto superiore di Torino, dove torna a risiedere. Accompagna all'insegnamento un'intensa attività di studio e di collaborazione a diversi periodici, tra cui Cronache Sociali che gli dà occasione di incontrare Giuseppe Dossetti.
Nel 1946 scrive e pubblica il saggio La non filosofia di Marx, che ripubblicherà vent'anni dopo nella sua opera maggiore (Il problema dell'ateismo) e nel quale fissa i termini complessivi della sua interpretazione del marxismo. Nello stesso anno cura l'edizione italiana di Concupiscentia irresistibilis di Lev Isaakovič Šestov. Nel 1948, nasce suo figlio Fabrizio Del Noce. Nel 1954 inizia la collaborazione alla Enciclopedia filosofica del Centro Studi Filosofici Cristiani di Gallarate, diretta da Luigi Pareyson. Dal 1957 al 1961 è distaccato a Bologna presso il centro di documentazione diretto da Giuseppe Dossetti. Nel capoluogo emiliano frequenta Nicola Matteucci e collabora stabilmente al neonato periodico «Il Mulino». Scrive su Ordine Civile alcuni saggi, uno dei quali, «Idee per l'interpretazione del fascismo», sarà all'origine delle future revisioni storiografiche di De Felice e Nolte. Nel 1959 partecipa al convegno organizzato dalla Democrazia Cristiana a Santa Margherita Ligure con una relazione intitolata L'incidenza della cultura sulla politica nella presente situazione italiana: sugli stessi temi Del Noce intratterrà per anni un rapporto difficile con il partito cattolico (altri interventi nei convegni di San Pellegrino del 1963 e di Lucca nel 1967).
Intorno agli anni 60 riscopre inoltre la filosofia attualista di Giovanni Gentile, nel periodo del suo maggior declino, che egli interpretò come una filosofia della prassi sul modello di quella marxiana, ma declinata in senso idealista. Egli la ricollega anche al progetto politico-filosofico di Gramsci, la cui genesi andava per lui ricondotta proprio all'influsso dell'attualismo gentiliano, anziché dello storicismo di Croce.
Nel 1963 partecipa a un concorso a cattedra a Trieste, ma non ottiene il posto; nel 1964 pubblica Il problema dell'ateismo e l'anno successivo Riforma cattolica e filosofia moderna, Volume I, Cartesio. Il 30 aprile del 1966 partecipa alla «Giornata rensiana» con una relazione intitolata Giuseppe Rensi fra Leopardi e Pascal. Ovvero l'autocritica dell'ateismo negativo in Giuseppe Rensi, nella quale espone la sua fondamentale fenomenologia del pessimismo come pensiero religioso. Nello stesso anno vince il concorso per una cattedra di Storia della filosofia moderna e contemporanea all'Università degli Studi di Trieste, dove diventerà professore ordinario e rimarrà a insegnare fino al 1970. In quell'anno esce L'epoca della secolarizzazione, che raccoglie molti dei saggi e degli interventi degli anni sessanta. Sempre nel 1970 si realizza il tanto atteso trasferimento a Roma, dove, all'Università "La Sapienza", insegna prima Storia delle dottrine politiche e poi - dal 1974 - Filosofia della politica.
Si infittisce la sua collaborazione a riviste e periodici, sui quali interviene anche riguardo all'attualità politica e culturale. Diresse la collana «Documenti di cultura moderna», dell'editore torinese Borla (poi passata alla Rusconi) proponendo al pubblico italiano autori come Marcel de Corte, Titus Burckhardt, Manuel García Pelayo, Hans Sedlmayr ed Eric Voegelin. Partecipa vivacemente al dibattito sul divorzio. Dopo la metà degli anni settanta inizia il rapporto con gli universitari di Comunione e Liberazione partecipando a convegni e incontri promossi dal Movimento Popolare.
Nel 1978 pubblica il saggio Il suicidio della rivoluzione, dedicato al compimento e alla dissoluzione del marxismo. Nel 1981 con Il cattolico comunista chiude i conti con l'esperienza di Rodano (che nel frattempo ha lasciato la DC per il PCI) e dei teorici della conciliazione tra Cattolicesimo e marxismo. Dal 1978 inizia anche la collaborazione continuativa con il settimanale «Il Sabato» e nel 1983 contribuisce alla creazione della rivista «30 giorni», di cui rimarrà stabile collaboratore. Nello stesso anno viene candidato come indipendente nelle liste della Democrazia Cristiana per il Senato: primo dei non eletti, entrerà in Senato l'anno successivo (1984) a seguito della morte di un collega.
Nel 1986 viene insignito del «Premio Internazionale Medaglia d'Oro al merito della Cultura Cattolica». Nel 1989 riceve il «Premio Nazionale di Cultura nel Giornalismo: la penna d'oro»; nell'agosto dello stesso anno viene premiato dal Meeting di Rimini. Muore nella notte tra il 29 e il 30 dicembre a Roma. È tumulato nel Famedio del cimitero di Savigliano.
Nel 1990 esce Giovanni Gentile, volume che raccoglie diversi saggi sul padre dell'attualismo, sul fascismo e sul suo significato nella storia contemporanea, frutto di decenni di studi e rielaborazioni di Del Noce. L'archivio del filosofo e la sua biblioteca sono custoditi a Savigliano dalla «Fondazione Centro Studi Augusto Del Noce», sorta nei primi anni novanta, diretta prima da Guido Ramacciotti, poi da Francesco Mercadante, da Giuseppe Riconda, e attualmente da Enzo Randone.

## Il pensiero

### Il problema dell'ateismo
Nella sua più celebre opera Il problema dell'ateismo (del 1964) Del Noce inizia l'analisi della storia della filosofia moderna invertendo il paradigma storicistico e positivistico che nel progressismo aveva la sua cifra comune. Il filosofo afferma infatti che tale paradigma di illuministica origine ha come prima condizione d'esistenza la postulazione dell'ateismo come necessità del progredire dei sistemi filosofici e delle scienze a prescindere dalla teologia cristiana, cioè a prescindere dalla Scolastica, anzi in più o meno esplicita opposizione alla Scolastica.
La tesi che Del Noce intende dimostrare in questa sua opera è - come evidenzia appunto il titolo - la considerazione dell'ateismo non più come «necessità» bensì come «problema» della modernità, il cui ultimo, coerente e necessario sbocco è appunto il nichilismo post-nietzscheano distaccato ormai da qualsiasi riflessione filosofica e sfociato in una pura forma di vita, in puro way of life di distruzione e auto-distruzione dell'uomo. Del Noce pone quindi innanzitutto una distinzione fra tre diverse forme di ateismo, ovvero fra l'ateismo positivo o politico («diurno»), i cui esempi perfetti sono stati l'illuminismo di un Diderot o l'umanesimo di un Feuerbach, l'ateismo negativo o nichilistico («notturno»), esemplificato invece dalla filosofia di Schopenhauer, e infine l'ateismo tragico, detto anche «follia filosofica», cioè la forma più rara e particolare di ateismo che Del Noce trova solo in due casi in tutta la storia della filosofia, ovvero in Nietzsche e in Jules Lequier.
Posta questa propedeutica distinzione, Del Noce inizia l'anamnesi del pensiero filosofico moderno per rintracciare la genesi di ogni forma di ateismo, impossibile da pensarsi per la filosofia antica come dimostra il fatto che anche la filosofia epicurea -considerata comunemente come ateistica- ammetteva in realtà l'esistenza degli dèi. Per Del Noce appare evidente che la crisi della Scolastica medievale non ha costituito un processo necessario per il semplice fatto che proprio colui che aveva intenzione di riformarla -cioè Cartesio- fu invece colui che in realtà la tradì e se ne allontanò: è nelle celeberrime Meditazioni metafisiche che il filosofo francese -allievo dei Gesuiti- tentò di riproporre una nuova prova dell'esistenza di Dio da opporre al naturalismo libertinista del Seicento, che predicava relativismo etico e che sostituiva il Dio-Logos con la Natura impersonale e senza ordine.
In realtà però Cartesio, nel suo sforzo apologetico, compì il definitivo tradimento della filosofia cristiana riattingendo ad un agostinismo privato di platonismo e considerando così le idee dei semplici «contenuti della mente». In altre parole se l'idea di Dio, quantunque logicamente necessaria, non è il riflesso intellettivo di una realtà ontologica esterna al soggetto ma è una semplice struttura logica, allora vale realmente la critica kantiana della prova ontologica di Sant'Anselmo secondo la quale non è lecito aggiungere il predicato dell'esistenza alla perfezione dell'idea se non per un paralogismo.
Del Noce in sintesi ha mostrato come il tradimento e la perdita della Scolastica, attuata innanzitutto da Cartesio, ha come punto centrale l'idea di Idea, che è passata ad essere da struttura del reale a struttura del razionale, passando quindi dal dominio dell'ontologia a quello della psicologia. Per questo non vi è alcuna spiegazione se non il rifiuto pregiudiziale di riconoscere uno statuto ontologico all'idea, cosicché non vi sarebbe appunto alcuna necessità di trapasso della Scolastica né tantomeno alcuna necessità di genesi del razionalismo; in tal senso la famosa critica di Kant varrebbe quindi solo contro Cartesio e non contro Sant'Anselmo, il cui platonismo gli permetteva ancora di inferire necessariamente la «perfezione» dell'esistenza dall'idea dell'Essere con ogni perfezione, cioè dall'idea di Dio.
Del Noce prosegue la sua analisi mostrando quindi come in Cartesio, che pur nelle sue intenzioni voleva essere un defensor Fidei, già sussisteva in nuce ogni forma di illuminismo che avrebbe poi dominato nel Settecento, per questo egli parla di un pre-illuminismo cartesiano e aggiunge inoltre che proprio Cartesio, fiero avversario del libertinismo dilagante nel suo tempo, fu colui che tradusse l'ateismo libertino e irrazionalistico nella sua forma razionalizzata, cioè nell'illuminismo, che sarebbe stato appunto un libertinismo razionalistico. Si noti che Del Noce non pone giudizi sulla persona di Renato Cartesio, e anzi sottolinea come al suo tempo egli si poteva davvero credere il grande condottiero vincitore della battaglia culturale del Cristianesimo contro il libertinismo, ma ciò perché non era riuscito a prevedere una forma di ateismo non-irrazionalistico e non-relativistico quale fu appunto l'illuminismo settecentesco, che non si limitò più ad opporsi alla Scolastica ma che formò una propria dogmatica visione della storia in cui il Cristianesimo, rappresentato dalle leggende nere del Medioevo, era stato solo un ostacolo per lo «sviluppo» e l'«emancipazione» dell'umanità (si tenga presenta la definizione kantiana di «illuminismo»).
Da Cartesio in poi -secondo Del Noce- sono comunque due i percorsi filosofici che partono e che sviluppano i due aspetti compresenti in Cartesio, ovvero l'illuminismo e lo spiritualismo: da una parte infatti Condillac, Kant, Condorcet, fino a Hegel e Marx riceveranno il lascito propriamente razionalistico e sensu lato materialistico di Cartesio, dall'altra invece Pascal, Malebranche, Vico e infine Rosmini saranno gli eredi del suo patrimonio spiritualistico, inteso questo come filosofia di accordo fra ragione naturale e fede cristiana, posta la distanza epistemologica dalla Scolastica; famosa ed illuminante è a questo proposito la teoria della «visione in Dio» di Malebranche, nonché la distinzione pascaliana fra «Dio dei filosofi» e «Dio di Gesù Cristo». Andando comunque alla radice del problema del tradimento della metafisica cristiana (Tomismo) da parte di Cartesio e del conseguente illuminismo, Del Noce individua come unica possibile condizione per tale tradimento il rifiuto del peccato originale come male metafisico e quindi il rifiuto dello «status naturae lapsae» di cui proprio il Cristo sarebbe il redentore: senza alcuna natura umana da redimere, cioè senza necessità di alcun redentore, il razionalismo ha sostituito il peccato con l'ignoranza e Dio con la ragion critica, rifacendosi così ad un pelagianesimo laicizzato che da solo rende possibile una qualsiasi forma di ateismo. Egli nota, infine, che avendo rifiutato la radice metafisica del male se ne è dovuta cercare quella fisica o psicofisica, secondo gli schemi ideologici che nel Novecento avrebbero reso la psicanalisi e la psicologia gli elementi complementari allo scientismo per una completa e non riduttiva visione del mondo senza Dio, e per una definitiva «ateologizzazione» della ragione.

### Compimento e dissoluzione del marxismo
Riguardo al marxismo e alla sua interpretazione Del Noce scrisse due opere, ovvero Il cattolico comunista e Il suicidio della rivoluzione, che costituiscono la continuazione de Il problema dell'ateismo in quanto in esse il filosofo analizza più dettagliatamente solo una delle linee filosofiche originate da Cartesio, quella razionalistica, cioè quella che nella storia moderna fu vincente nella sua estensione politica, nel tentativo di trovare e di dimostrare la continuità necessaria fra razionalismo, materialismo, marxismo e infine nichilismo, quest'ultimo inteso come cifra problematica della civiltà postmoderna.
La giustificazione epistemologica di questa analisi è data dal fatto incontestabile che la storia del Novecento inizia da un fatto filosofico, ovvero dal passaggio della filosofia marxiana in azione politica, ovvero dalla coerentizzazione di quella che Del Noce definisce la «non-filosofia di Marx»: da ciò appare non solo giustificato ma anche necessario portarsi sul piano storico della filosofia per comprenderne il suo portato teoretico, e così disinnescarne il suo sostrato ideologico. Del Noce si affianca a diversi studiosi stranieri, quali ad esempio Voegelin, per rintracciare l'inizio della cosiddetta secolarizzazione, il cui compimento sarebbe stato appunto il marxismo e poi il nichilismo, nel sequestro della nozione di «progresso» da parte di filosofie laiche dalla teologia di Gioacchino da Fiore, o meglio dall'interpretazione di tale teologia: ben nota è infatti la distinzione gioachimita nelle tre età della storia, l'Età di Dio-Padre (Ebraismo), l'Età di Dio-Figlio (Cristianesimo) e infine l'Età di Dio-Spirito che avrebbe dovuto superare i «limiti» del Cristianesimo ed estendere l'elezione e la salvezza in modo universale.
Di tale teologia mistica e profetica si appropriò lo gnosticismo sviluppatosi in seno al Cristianesimo stesso ed estesosi pian piano oltre i confini delle filosofie razionalistiche del Settecento e soprattutto dell'Ottocento. Del Noce nota infatti una sorta di dialettica nata all'interno dell'illuminismo settecentesco non tanto fra atei e deisti bensì fra rivoluzionari e conservatori, ovvero fra il puro giacobinismo ghigliottinatore dell'«ancien Régime» e il progressismo che caratterizzò invece la fase dell'illuminismo dopo la degenerazione della rivoluzione francese in Terrore, ovvero la fase dei cosiddetti idéologues, fra i quali Cabanis (Del Noce  erra in quanto il noto idéologue partecipò-per vari  motivi-  al Colpo di Stato  di Napoleone e  alla base  della sua  opera  c'è la Materia) e Condorcet. Il punto attorno a cui si sviluppava tale dialettica fu appunto la differente filosofia della storia che aveva caratterizzato l'illuminismo pre-rivoluzionario e l'illuminismo post-rivoluzionario, in quanto il primo aveva escluso una qualsiasi evoluzione storica e necessaria dell'umanità e aveva anzi condannato il Medioevo con la storiografia della leggenda nera, mentre il secondo aveva invece rivalutato l'intera storia pre-illuministica (sia pagana che cristiana) considerandola come momento dialettico necessario pur se negativo della storia universale.
In questo senso Del Noce ha potuto mettere in parallelo l'opposizione fra illuminismo giacobino e spiritualismo in Francia e quella fra kantismo e hegelismo in Germania, ove spiritualismo e hegelismo sono state filosofie vincenti in quanto hanno assorbito in sé il momento rivoluzionario e negativo dell'illuminismo per poi superarlo nella formazione di quella filosofia della storia che ebbe certo in Hegel il suo culmine. Riguardo al binomio illuminismo-spiritualismo la critica vincente del secondo sul primo è stata quella di un estremo e insostenibile riduzionismo rappresentato dal sensismo di Condillac, in altre parole è stata la critica di ridurre la comprensione del mondo al pari di ciò che lo stesso illuminismo aveva accusato la religione di aver fatto. In questo contesto è la nascita della visione sociologica del mondo a rappresentare il tentativo di superare questa aporia illuministica senza tuttavia dover ritornare alla metafisica tradizionale: Del Noce insomma sostiene il trapasso dell'illuminismo in socialismo, non a caso nato in Francia, intesa questa come dottrina che dell'illuminismo mantiene il carattere utopistico (socialismo utopistico) e quindi anti-tradizionalistico, ma ne sconfessa invece il deprecabile riduzionismo che ancora non permetteva un'adeguata analisi della società ai fini della rivoluzione politica.
In Germania invece la dialettica fra kantismo e hegelismo, con netta vittoria dell'hegelismo, ha come punto di svolta la riconsiderazione hegeliana della storia come storia dell'Assoluto («storia di Dio»), secondo il ben noto schema gioachimita che vedeva in ogni momento storico un grado di manifestazione dell'Assoluto, e quindi «necessario» pur nella sua negatività. In questo senso Hegel è colui che diede forma alla corrente tradizionalistica dell'illuminismo, ove la tradizione non è più però - come per Tommaso d'Aquino - l'insieme delle verità eterne e immutabili che solcano trasversalmente la dimensione temporale mediante il passaggio delle generazioni, ma è bensì la struttura dialettica eterna che necessita l'evoluzione delle verità, e quindi la sua temporalizzazione.
Per questo Del Noce afferma che l'idealismo hegeliano ebbe nei confronti del kantismo la medesima funzione che in Francia ebbe il positivismo comtiano nei confronti del socialismo utopistico: egli ricorda la critica di Comte nei confronti dell'illuminismo settecentesco, la sua rivalutazione della tradizione (in senso dialettico), nonché la celeberrima teoria degli stadi che costituisce - ancora una volta - una forma secolarizzata della teologia gioachimita. È dopo questa dettagliata analisi che Del Noce innesta il discorso sul marxismo, il quale appunto si configurò - per stessa ammissione di Marx - come ripresa critica di Hegel attraverso la filtrazione di Feuerbach e della sinistra hegeliana (celebri sono le marxiane Tesi su Feuerbach) e come fusione fra la dialettica hegeliana e la politica del socialismo utopistico: alla base del cosiddetto socialismo scientifico rimane ancora il desiderio di palingenesi politica propria di Saint-Simon o di Fourier, ma onde evitare il risibile utopismo di questi ultimi ad esso Marx applicò la dialettica hegeliana con cui solamente si sarebbe potuto analizzare il capitalismo e prevederne così il «necessario» fallimento.
A tal punto però l'analisi marxiana di come potrà nascere la società comunista introduce l'elemento di distacco non solo dall'idealismo hegeliano ma anche dalla filosofia stessa, ovvero la necessità di tradurre il pensiero analitico in azione politica e di affidare alla storia invece che alla ragione il compito di dimostrare la verità delle tesi marxiane. In questo Del Noce si riallaccia a una lunga storiografia socialista, uno dei cui esponenti più noti è per esempio Lukács, che afferma la stretta e necessaria continuità fra filosofia di Marx e di Engels, politica di Lenin e politica di Stalin, senza concedere alcuna differenza né alcuna opposizione fra socialismo reale e socialismo ideale (quasi a guisa di giustificazione storica). Il fattore fondamentale di continuità fra Marx e Lenin è infatti quella struttura tipicamente gnostica che equalizza il male all'ignoranza e il bene alla conoscenza e quindi divide il genere umano fra la massa degli ignoranti e la ristretta cerchia degli «illuminati», che nella riflessione leniniana erano gli intellettuali borghesi che per una non spiegata differenza dal resto della borghesia avrebbero potuto e dovuto guidare la rivoluzione; in questo senso la politica leniniana, poi proseguita coerentemente nella politica staliniana, sarebbe stata l'incarnazione perfetta nonché l'unica incarnazione possibile della filosofia marxiana, e non invece -come è tesi di una certa apologetica socialista- un tradimento di Marx.
Ancora una volta Del Noce si rifà a una lunga storiografia critica nel considerare il marxismo non come una filosofia ma come una religione, ma a ciò egli aggiunge la dimostrazione non del suo carattere di religione civile bensì di religione gnostica: in tal modo il marxismo leninista sarebbe davvero il compimento del razionalismo ove quest'ultimo è inteso come gnosticismo laico, religione non di Dio ma dell'Idea/ideale che non ha bisogno dell'Incarnazione di un Dio-Uomo in quanto l'uomo stesso avrebbe potuto e dovuto far incarnare tale Idea nel mondo attraverso la sua azione. Questo è il senso dell'appellativo delnociano di «non-filosofia» per il marxismo, giacché la contemplazione metafisica in esso viene interamente assorbita dall'azione politica, in quanto per Marx la politica è la vera metafisica al pari di come per Nietzsche lo è la morale.
Eppure è proprio questo punto a costituire secondo Del Noce la contraddizione fondamentale interna al marxismo e quindi la causa prima del suo fallimento storico: se infatti la «riconciliazione con la realtà» iniziata da Hegel, proseguita da Feurbach a portata a compimento da Marx deve rivoltare l'intera comprensione del mondo in trasformazione del mondo, cioè in rivoluzione, allora in ciò non rimane giustificato il riferimento ideologico all'avvenire come sede immaginifica della società comunista, ovvero non rimane giustificato il carattere ancora religioso del marxismo per cui esso ha sostituito il futuro all'eternità e il lavoro dell'uomo alla Redenzione del Dio-Uomo.
Il fallimento storico del comunismo, quindi, sarebbe stato non solo la dimostrazione sperimentale della falsità delle teorie marxiane ma anche il coerente compimento del marxismo come auto-distruggersi nella sua forma di religione. Con ciò si spiegherebbe per Del Noce l'attivismo comunista dopo il 1945 nonché la graduale decadenza del socialismo nel mondo fino alla sua profetizzata fine, simboleggiata dalla caduta del Muro di Berlino. È propria di Del Noce infatti la teoria secondo cui il compimento e la dissoluzione del marxismo non siano due momenti separati o addirittura opposti, ma siano bensì il medesimo momento dispiegato coerentemente nel tempo.

### L'interpretazione del fascismo
Al fascismo e alla sua interpretazione in stretta relazione al marxismo Del Noce ha dedicato gran parte dei suoi studi e delle sue opere, partendo appunto dalle opinioni comuni e molte volte ideologiche degli storici nei confronti del fascismo e delineando una struttura paradigmatica tanto controversa quanto precisa e fondata. È a partire dalla definizione data dallo storico tedesco Ernst Nolte di ogni movimento fascista come «resistenza contro la trascendenza», intesa come trascendenza storica e non metafisica, che Del Noce sottolinea la continuità fra questo serio giudizio e la communis opinio del fascismo come movimento reazionario, per questo tradizionalista e nazionalista, e per converso di ogni forma di tradizionalismo e di nazionalismo come rimando implicito e forse inconscio al fascismo.
Di questo Del Noce fa una critica serrata, facendo notare innanzitutto le origini culturali dei due fondatori del fascismo, cioè Gentile e Mussolini, come antitetiche rispetto a ogni forma di politica reazionaria, tradizionalista e nazionalista e come invece affini rispetto al socialismo, del quale Mussolini in particolare fu un esponente. Si noti che l'obiettivo che Del Noce intende colpire e abbattere è quella generale concezione del fascismo come momento singolare e controcorrente rispetto all'intera storia moderna, dalla rivoluzione francese in poi, mentre ciò che intende mostrare è la continuità quasi necessaria che è posta fra l'hegelismo, il marxismo e il fascismo come tre momenti dell'unico processo di secolarizzazione. Il filosofo inizia quindi dall'analisi della figura storica di Mussolini e della sua formazione culturale, notando il suo giovanile anticlericalismo, il suo spontaneo confluire nel socialismo, e il seguente superamento di quest'ultimo per l'evoluzione fascista del suo pensiero. È in particolare sul concetto di «rivoluzione» che Del Noce pone l'accento, essendo questo un concetto base del marxismo che però, attraverso l'incontro mussoliniano con la tedesca «filosofia dello Spirito» risorgente in Italia, dovette radicalmente trasformarsi e portarsi dal livello sociale della «classe» a quello personale del «soggetto».
È insomma -per Del Noce- l'incontro intellettuale di Mussolini con la filosofia di Giovanni Gentile ad aver reso necessaria la trasformazione della rivoluzione in un senso non più finalistico o escatologico (come era nel marxismo puro, il cui fine è appunto la società comunista) ma in un senso propriamente attivistico e lato sensu solipsistico, in termini gentiliani cioè attualistico. Con ciò Del Noce può connettere la psicologia di Mussolini con il vero e proprio formalismo pratico del fascismo, il quale non aveva in realtà alcun contenuto definito, ma proclamava bensì una forma di azione tanto vaga e generale da poter attrarre a sé ogni sorta di ceto sociale (anche il proletariato) e di frangia ideologica, in alcuni momenti persino quella marxistica.
Il concetto di «rivoluzione» infatti contiene in sé già un termine finale ben preciso verso cui lo stato attuale del mondo andrebbe rivoluzionato, mentre nella politica fascista il termine rivoluzione deve necessariamente essere sostituito dal termine «riforma» (si pensi appunto alla riforma Gentile) in senso non più tradizionale, cioè come ri-formare ciò che è stato de-formato, bensì in senso creazionale, cioè come dare una nuova forma (indefinita) alle antiche cose, perciò rimane un concetto molto affine a quello di marxistico di rivoluzione, e permette l'affiancamento ideale dell'attualismo gentiliano al modernismo teologico fiorente a quel tempo e condannato come eresia dalla Chiesa cattolica.
Ciò nonostante, Del Noce riconosce all'attualismo gentiliano il valore di una svolta epocale che ha segnato la storia della filosofia contemporanea.

## Opere
- Senso comune e teologia della storia nel pensiero di Enrico Castelli, Torino, Edizioni di filosofia, 1954.
- La solitudine di Adolfo Faggi, Torino, Edizioni di filosofia, 1954.
- L'incidenza della cultura sulla politica nella presente situazione italiana, in Cultura e libertà, Roma, Edizioni 5 lune, 1959.
- Il problema dell'ateismo. Il concetto di ateismo e la storia della filosofia come problema, Bologna, Il Mulino, 1963; 1964
- Riforma cattolica e filosofia moderna, Bologna, Il Mulino, 1965; Brescia, Morcelliana, 2019.
- Il problema ideologico nella politica dei cattolici italiani, Torino, Bottega d'Erasmo, 1964.
- Il problema politico dei cattolici, Roma-Milano, UIPC, 1967.
- Simone Weil, interprete del mondo di oggi, in L'amore di Dio, Torino, Borla, 1968; 2010. ISBN 978-88-263-0004-7.
- L'epoca della secolarizzazione, Milano, Giuffrè, 1970.
- L'Eurocomunismo e l'Italia, Roma, Editrice Europea Informazioni, 1976.
- Il suicidio della rivoluzione, Milano, Rusconi, 1992  [1978], ISBN 88-18-01384-X. Premio Nazionale Rhegium Julii per la Saggistica[9]
- Il cattolico comunista, Milano, Rusconi, 1981.
- L'interpretazione transpolitica della storia contemporanea, Napoli, Guida, 1982. ISBN 88-7042-161-9.
- Secolarizzazione e crisi della modernità, Napoli, Istituto Suor Orsola Benincasa-Edizioni scientifiche italiane, 1989. ISBN 88-7104-095-3.

Opere postume
- Giovanni Gentile. Per una interpretazione filosofica della storia contemporanea, Bologna, Il Mulino, 1990. ISBN 88-15-02790-4.
- Da Cartesio a Rosmini. Scritti vari, anche inediti, di filosofia e storia della filosofia, Milano, Giuffrè, 1992. ISBN 88-14-02760-9.
- Filosofi dell'esistenza e della libertà. Spir, Chestov, Lequier, Renouvier, Benda, Weil, Vidari, Faggi, Martinetti, Rensi, Juvalta, Mazzantini, Castelli, Capograssi, Milano, Giuffrè, 1992. ISBN 88-14-04045-1.
- Rivoluzione, Risorgimento, Tradizione. Scritti su l'Europa (e altri, anche inediti), Milano, Giuffrè, 1993. ISBN 88-14-03666-7.
- I cattolici e il progressismo, Milano, Leonardo, 1994. ISBN 88-355-1114-3.
- Fascismo e antifascismo. Errori della cultura, Milano, Leonardo, 1995. ISBN 88-04-39419-6.
- Cristianità e laicità. Scritti su Il sabato (e vari, anche inediti), Milano, Giuffrè, 1998. ISBN 88-14-05265-4.
- Pensiero della Chiesa e filosofia contemporanea. Leone XIII, Paolo VI, Giovanni Paolo II, Roma, Edizioni Studium, 2005. ISBN 88-382-3981-9.
- Verità e ragione nella storia. Antologia di scritti, a cura di Alberto Mina, Milano, Biblioteca Universale Rizzoli, 2007. ISBN 978-88-17-01505-9.
- Modernità. Interpretazione transpolitica della storia contemporanea, Morcelliana, Brescia 2007.